# US Témara
Union Sportive de Témara – marokański klub piłkarski z siedzibą w Tamarze. W sezonie 2021/2022 gra w GNFA 1 (trzecia liga).

## Opis
Klub został założony w 1969 roku. Klub grał w wielu sezonach GNF 2 – od 2006/07 do 2016/17. Najlepszym wynikiem tego klubu w pucharze Maroka był ćwierćfinał w 2013 roku. Zespół gra na Stade Municipal de Témara, który może pomieścić 5000 widzów.